# Internazionali di Tennis dell'Umbria 2012
Gli Internazionali di Tennis dell'Umbria 2012 è stato un torneo professionistico di tennis maschile giocato sulla terra rossa. È stata la 6ª edizione del torneo, facente parte dell'ATP Challenger Tour nell'ambito dell'ATP Challenger Tour 2012. Si è giocato a Todi in Italia dal 10 al 16 settembre 2012.

## Partecipanti ATP

### Teste di serie
| Nazionalità | Giocatore            | Ranking* | Testa di serie |
| ----------- | -------------------- | -------- | -------------- |
| Italia      | Paolo Lorenzi        | 69       | 1              |
| Italia      | Filippo Volandri     | 72       | 2              |
| Romania     | Adrian Ungur         | 110      | 3              |
| Russia      | Andrej Kuznecov      | 127      | 4              |
| Francia     | Guillaume Rufin      | 129      | 5              |
| Italia      | Matteo Viola         | 157      | 6              |
| Italia      | Alessandro Giannessi | 162      | 7              |
| Germania    | Dominik Meffert      | 181      | 8              |

- 1 Ranking al 27 agosto 2012.

### Altri partecipanti
Giocatori che hanno ricevuto una wild card:
- Alessio di Mauro
- Daniele Giorgini
- Claudio Grassi
- Walter Trusendi

Giocatori che sono passati dalle qualificazioni:
- Alberto Brizzi
- Enrico Burzi
- Arthur De Greef
- Germain Gigounon

## Campioni

### Singolare
- Andrej Kuznecov ha battuto in finale  Paolo Lorenzi con il punteggio di 6–3, 2–0 rit.

### Doppio
- Martin Fischer /  Philipp Oswald hanno battuto in finale  Marco Cecchinato /  Alessio di Mauro con il punteggio di 6–3, 6–2